# NEO UNIVERSE／finale
『NEO UNIVERSE／finale』是L'Arc〜en〜Ciel的第19張單曲。2000年1月19日發行。

## 簡介
正式出道後的首張雙A面單曲。
從「HEAVEN'S DRIVE」到這張為止有5張單曲突破百萬，這張單曲打入2000年年度單曲榜前10名，連續3年進入年度單曲榜前10名。到目前為止，這張作品是L'Arc〜en〜Ciel最後1張百萬單曲。
發行後第2週的ORICON單曲榜銷售量約25萬張，獲得第6名成績，以第6名成績得到此銷售數量是史上最高。L'Arc〜en〜Ciel以「浸食 〜lose control〜」「花葬」保持單曲榜第3、4名首週銷售量史上最高紀錄。
初回限定盤：2面紙製特殊包裝。台灣有發行台壓版。

## 收錄曲
1. NEO UNIVERSE
資生堂化妝品廣告歌。
MV內容以近未來都市的酒吧為舞台，團員有大膽演出。
2. finale
日本電影『七夜怪談0：貞相大白』主題曲。
和「NEO UNIVERSE」的曲風不同，呈現灰暗的氛圍。2006年演唱會「15th L'Anniversary Live」以組曲的方式演奏，歌曲最後出現貞子。MV在 夏威夷拍攝，4位團員因此得了高山症。
3. hole
日本電影『七夜怪談0：貞相大白』插曲。
4. trick 〜new wave of japanese heavy metal mix〜
7th原創專輯『ray』收錄曲「trick」的混音板。

## 收錄專輯
原創專輯
- 『REAL』

原創專輯
- 『Clicked Singles Best 13』
- 『The Best of L'Arc〜en〜Ciel 1998-2000』
- 『The Best of L'Arc〜en〜Ciel c/w』
- 『TWENITY 2000-2010』

混音專輯
- 『ectomorphed works』